# Psylliodes dogueti
Psylliodes dogueti es una especie de insecto coleóptero de la familia Chrysomelidae.
Fue descrita científicamente en 1993 por Warchalowski.